# كارمين جيوردانو
كارمين جيوردانو (بالإيطالية: Carmine Giordano)‏ (20 مارس 1982 - ) هو لاعب كرة قدم إيطالي في مركز الوسط. لعب مع نادي لنيانو.

## وصلات خارجية
- كارمين جيوردانو على موقع قاعدة بيانات كرة القدم.إي يو (الإنجليزية)
- كارمين جيوردانو على موقع Soccerway.com (الإنجليزية)